# Dalia Muccioli
Dalia Muccioli (Cesenatico, província de Forlì-Cesena, 22 de maig de 1993) és una ciclista italiana professional des del 2002. Actualment milita a l'equip Valcar PBM.

## Palmarès
- 2013
  -  Campiona d'Itàlia en ruta
- 2017
  - Vencedora d'una etapa al Giro de la Campania